# ألكسيس دوبونت
ألكسيس دوبونت (بالفرنسية: Alexis Dupont)‏ هو مغني أوبرا فرنسي، ولد في 1796، وتوفي في 1874.